# Kulmke
Die Kulmke ist ein Nebenfluss der Sieber bei Sieber im Landkreis Göttingen in Niedersachsen. Sie entsteht auf 392 m Höhe durch den Zusammenfluss der Großen mit der Kleinen Kulmke. Danach fließt sie 2 km in westsüdwestliche (später südsüdwestliche) Richtung und mündet in die Sieber. Das Tal der Kulmke ist Teil des Naturschutzgebiets „Siebertal“.  
In den schriftlichen Aufzeichnungen des 18. Jahrhunderts wird der Fluss als Kulmke, Kulmecke, oder auch Kulenbach bezeichnet. Die Deutung des Namens ist unsicher. Möglich ist eine Herleitung von norddeutsch kuhl für „frisch, mäßig, klar“ oder von mittelniederdeutsch kūle, das 
„Erdvertiefung, Grube“ oder „Kaulquappe“ bedeuten kann.